# 1. FC Magdeburg
1. Fußballclub Magdeburg e.V. er en tysk fodboldklub fra Magdeburg, som spiller i 2. Bundesliga, den næstbedste række i Tyskland. Klubben var en af de mest succesfulde klubber i Østtyskland, og vandt tre østtyske mesterskaber, syv pokaltuneringer og som det eneste hold fra DDR, vandt de en europæisk turnering, da de i 1974 vandt UEFA Pokalvindernes Turnering. Efter genforeningen faldt klubben på problemer, og vendte først tilbage til professionelt fodbold i 2015.

## Historie

### Grundlæggelse
Efter at sportsklubber i Tyskland blev opløst under afnazificering, blev det oprettet flere klubber i byen. Efter en fusionering mellem Sportgruppe Sudenburg og SG Lemsdorf i 1950 blev SAG Krupp Gruson dannet. Klubben ville skifte navn flere gange over de næste år, før den i 1957 blev optaget som en del af sportsklubben SC Aufbau Magdeburg. Klubben blev genetableret som selvstændig fodboldklub i 1965 under navnet 1. FC Magdeburg.

### DDR-årene
Efter at have spillet i DDR-Liga siden sin grundlæggelse, rykkede SC Aufbau Magdeburg for første gang op i DDR-Oberliga i 1959. Efter nogle år med middelmådige resultater, så vandt de overraskende deres første trofæ i 1964 da de vandt FDGB-pokalen. I 1965 lykkedes det dem at forsvar pokaltuneringen, da de vandt den igen.
Klubbens gyldne år kom efter tiltrædelsen af Heinz Krügel som træner i 1966, og i løbet af 1970'erne blev Magdeburg etableret som en af de bedste hold i DDR. Deres første mesterskab var i 1972, dog det er 1973-74 sæsonen, som anses som klubbens bedste nogensinde, da de både vandt deres andet mesterskab, men også vandt UEFA Pokalvindernes Turnering, og hermed blev det første, og eneste, hold fra DDR til at vinde en europæisk turnering. Krügel forlod som træner i 1976, efter at være faldet i unåde med myndighederne, som var mistænkelige på hans politiske loyaliteter.
Dog klubben ikke vandt flere mesterskaber efter Krügel forlod, så var de stadig blandt det bedste i DDR, og vandt pokaltuneringen tre gange yderlige efter 1976, med den sidste i 1983.

### Genforeningen
Genforeningen var ikke en succes for Magdeburg, som resultat af en skuffende sæson i NOFV-Oberliga som skulle sikre deres plads i tysk fodbold. Dette resulterede i, at klubben blev placeret i den tredjebedste række, som på tidspunktet kun var semi-professionel. Over de næste mange år rykkede klubben mellem den tredje- og fjerdebedste række, før at klubben i 2015 rykkede op i 3. Liga, og hermed vendte tilbage til professionel fodbold for første gang siden murens fald.

## Titler

### Liga
Østtysk mester
- Vinder (3): 1971-72, 1973-74, 1974-75
- Sølv (2): 1976-77, 1977-78

DDR-Liga
- Vinder (1): 1966-67

3. Liga
- Vinder (2): 2017-18, 2021-22

### Pokaltuneringer
Østtysk pokalvinder
- Vinder (7): 1963-64, 1964-65 (som SC Aufbau Magdeburg), 1968-69, 1972-73, 1977-78, 1978-79, 1982-83

UEFA Pokalvindernes Turnering
- Vinder (1): 1973-74

## Nuværende spillertrup
Oversigten er opdateret til og med 19. januar 2023.| Nr. | Land       | Position | Spiller                                     |
| --- | ---------- | -------- | ------------------------------------------- |
| 1   | Tyskland   | MM       | Dominik Reimann                             |
| 2   | Italien    | FO       | Cristiano Piccini                           |
| 3   | Holland    | AN       | Luc Castaignos                              |
| 4   | Luxembourg | FO       | Eldin Dzogovic                              |
| 5   | Tyskland   | FO       | Jamie Lawrence (Lånt fra Bayern München II) |
| 6   | Libyen     | MI       | Daniel Elfadli                              |
| 7   | Uganda     | FO       | Herbert Bockhorn                            |
| 8   | Tyskland   | MI       | Moritz Kwarteng                             |
| 9   | Tyskland   | AN       | Kai Brünker                                 |
| 10  | Tyskland   | MI       | Jason Ceka                                  |
| 11  | Marokko    | MI       | Mohamed El Hankouri                         |
| 12  | Syrien     | FO       | Belal Halbouni                              |
| 13  | Tyskland   | MI       | Connor Krempicki                            |
| 14  | Tyskland   | AN       | Maximilian Franzke                          |
| 12  | Tyskland   | FO       | Daniel Heber                                |
| 16  | Tyskland   | MI       | Andreas Müller                              |
| 17  | Brasilien  | AN       | Léo Scienza                                 |

| Nr. | Land            | Position | Spiller                             |
| --- | --------------- | -------- | ----------------------------------- |
| 18  | Tyskland        | MI       | Florian Kath                        |
| 19  | Tyskland        | FO       | Leon Bell Bell                      |
| 20  | Tyskland        | FO       | Julian Rieckmann                    |
| 21  | Tyskland        | FO       | Tim Stappmann                       |
| 22  | Tyskland        | FO       | Tim Sechelmann                      |
| 23  | Tyrkiet         | AN       | Barış Atik                          |
| 24  | Tyskland        | FO       | Alexander Bittroff                  |
| 25  | Elfenbenskysten | FO       | Silas Gnaka                         |
| 26  | Tyskland        | AN       | Luca Schuler                        |
| 27  | Tyskland        | FO       | Malcolm Cacutalua                   |
| 28  | Tyskland        | MM       | Tim Boss                            |
| 29  | Tyskland        | MI       | Amara Condé (Anfører)               |
| 30  | Tyskland        | MM       | Noah Kruth                          |
| 31  | Østrig          | FO       | Maximilian Ullmann                  |
| 33  | Tyskland        | FO       | Leon Schmökel                       |
| 37  | Japan           | AN       | Tatsuya Ito (Lånt fra Sint-Truiden) |
| 39  | Tyskland        | MM       | Tom Schlitter                       |